# 謝肅方
謝肅方，SBS（1951年4月12日—），威爾斯裔香港公務員及學者，曾擔任香港政府知識產權署署長及屯門政務專員。他在1978年12月加入香港政府出任政務主任，在1986年4月的屯門政務專員任內升任首長級丙級政務官，並於1993年1月再晉升為首長級乙級政務官。及後，他自1994年10月31日起出任知識產權署署長，任期更超過16年，至2011年4月11日退休卸任，官至首長級薪級第五級官員。
謝因對中華古籍的研究而成為騎射的愛好者，除了年輕時參加國際賽事外，其後亦主動訓練香港青年騎射選手，更以香港武術代表隊團長身份出席中華人民共和國第二屆青年運動會。另外，他是弹弓等中國古代兵器的收藏者。

## 早年生涯
謝肅方在1951年4月12日生於英格兰伦敦西敏市，及後和家人回到威爾斯的農村生活。他在高中時期入讀多塞特郡的布莱恩斯頓學校。及後，他因認識中國的理想而前往爱丁堡大学選修極為冷門的中國語言及中国文学。在大學時期，熱衷於研究中華古籍的他曾出任大學中文學會的秘書，因而在接待中华人民共和国訪客後獲邀請往北京交流。與此同時，他亦從皇家藝術學會修習非母語英语教育文憑，並在1973年取得資格。之後，他在1973年文化大革命高峰時訪京，儘管批鬥行為隨處可見，但他在大學校園內的生活依然平靜。回英後，他於1974年順利取得文學碩士學位。雖然他早有計劃在畢業後前往中國教授英文，但因未能成行而改於德国及蒙古国執教，最終改為投考香港政府的官職。

## 公務員生涯

### 早年生涯
謝肅方於1978年12月6日在香港政府履新，加入政務主任職系，並被派至布政司署銓敍科任職。因精通汉语而豁免入職中文課程的他在十日後被調任至布政司署財政科，協助科內工作。不過，他僅於財政科效力兩個月時間，就在1979年2月被派遣至新界政務署，並在同月26日起出任荃灣副理民官。在副理民官任內，他負責荃灣至大嶼山橋樑及隧道系統的初步規劃，亦加密往來馬灣的街渡班次促進當地旅遊業。另外，他亦曾主禮由圓墩村村民捐地而建的青元康樂中心的開幕典禮。他在一年多後卸任副理民官，與荃灣鄉紳維持良好關係的他獲地區人士聯合設宴，並1980年4月下旬轉至民政署任職。
謝在1980年5月接替林錦光上任黃大仙民政主任，他甫上任就鼓勵香港銀行業業界在新蒲崗設立分行以支援該工業區的業務需要。及後，他亦統籌了鑽石山中山村木屋區的供電計劃，並主持工程的接通儀式。由於他懂得流利的粤语，因此他在任內常常訪問區內不同的社群，包括街坊福利會及公屋的互助委員會等，以了解各群體的需要及講解港府的政策及計劃。因應港府計劃在1982年為香港區議會引入普選，謝主動自行斥資在1980年前往广东省汕头市考察中共於當地按新法規率先試行的民主選舉，並自發向部門提交報告作參考。謝在1982年3月底卸任，地區人士在同年4月亦設宴歡送及迎接新主任范佩玲。
謝在卸任民政主任一職後在1982年4月返回布政司署任職，他獲安排任職財政科助理財政司，負責工務項目的財政安排。及後，他在1984年4月晉升為高級政務主任，而他的職位亦因架構重組而在同日改稱財政主任，亦曾在任期中兼署任財理財政司，直至1985年10月中旬卸任。

### 屯門政務主任

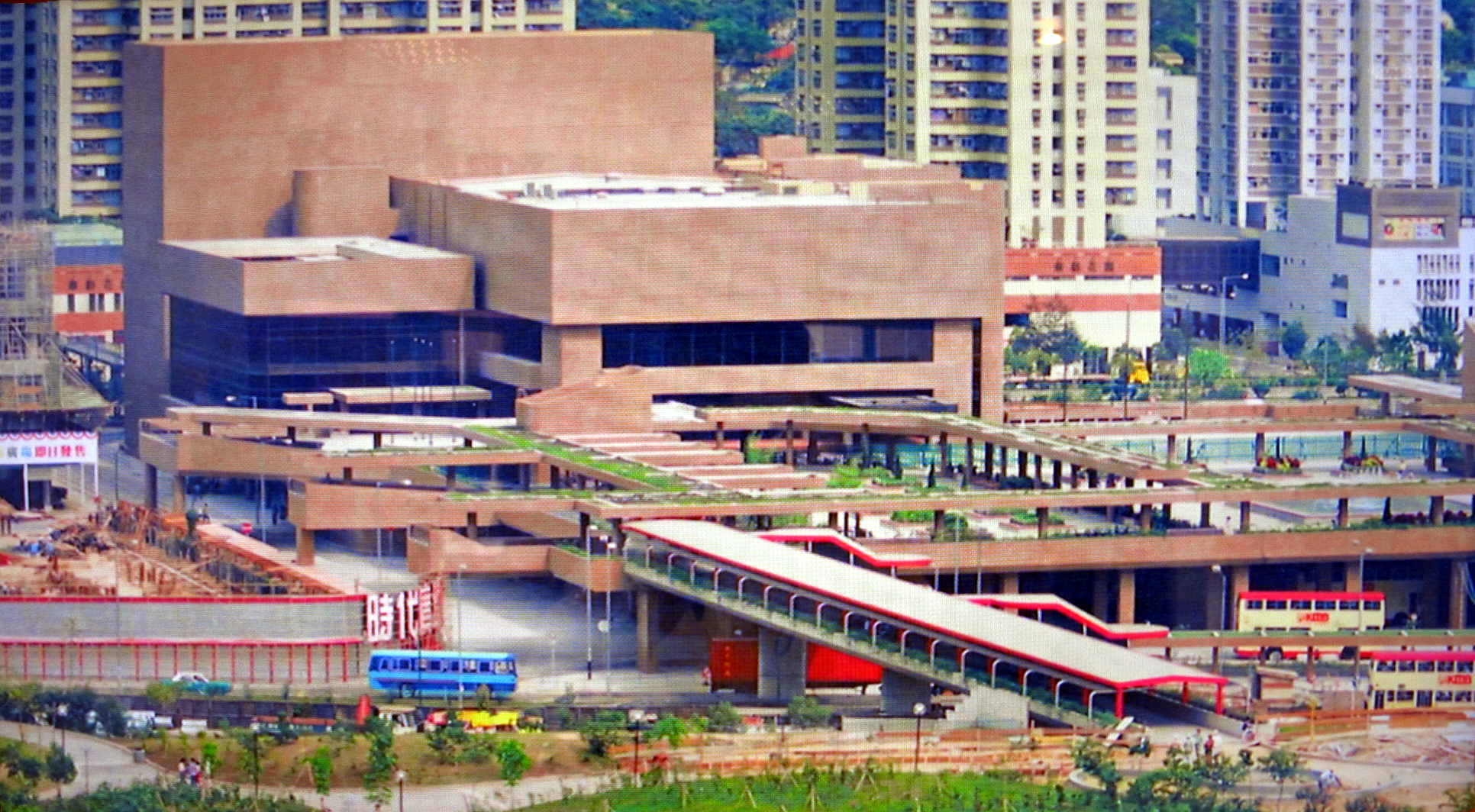
屯門大會堂於1987年在謝肅方擔任屯門政務專員時落成

離開布政司署後，謝肅方在1985年10月14日接替馮載祥出任屯門政務專員，並在同日獲奉為官守太平紳士。他在上任後隨即公佈屯門市中心公共設施群的興建計劃，包括屯門公園二期、屯門大會堂、屯門公共圖書館、屯門文娛廣場及屯門市中心公共運輸交匯處等屯門區區域級重要建設。另外，發展已久的屯門新市鎮人口亦在他任內瞬速增長，他統籌鄉村道路改善工程以促進道路安全及協調村落與城鎮的共融，並在區內增設政務處分處加強服務以支援區內居民。專員任內表現不俗的他很快就在1986年4月得以晉升為首長級丙級政務官。
港府在謝的任內統籌下完成將農地平整發展為良景邨及田景邨的規劃，並動工興建九廣輕鐵屯門段路線，全部均在其卸任後順利完工。就港府在1980年代中籌辦香港第三間大學的計劃，謝與屯門鄉紳劉皇發向港府遞交選用虎地的農田、村落及軍營為校址的建議書，當中提出新大學因此更能配合屯門工業區的技術應用需要，及促進新界西北的發展。雖然最終香港科技大學沒有採用虎地地皮，但嶺南學院則在謝卸任後以該建議書為藍本交出原灣仔峽校舍予港府以換取搬入虎地，及後更升格為嶺南大學。
謝亦在任內鼓勵地方組織發展，他除了建議屯門文藝協進會應就屯門大會堂落成啟用而多籌辦文藝活動外，亦與屯門體育會合辦地區游泳賽事以推展地區體育運動。另外，他在1987年12月亦曾為青松觀的新園林主禮開幕儀式，並支持其盆景展覽及攝影比賽，認為有助屯門開拓旅遊業。除此之外，他亦曾因區內發生嚴重交通事故，而在屯門校際陸運會上為事故受害人及家屬籌款。
就新界原居民祖堂地的管理問題，謝早在1987年12月就擔任港府研究小組的主席，將祖及堂的理事或司理的選任制度和責任權力規範化。研究小組在1988年3月中完成報告，他主張就條例作大規模修改，並取消適用於廟宇或庵寺，甚至新九龍物業的條文。他在報告中列出田土註冊處早已接納女性繼承位於新九龍的房產等事例，以指出原居民习惯法不應在新九龍執行，並同時質疑部分鄉村習俗文件的真偽、有效性及合法性。謝的報告影響深遠，甚至在立法局議員陸恭蕙於1994年爭取女性原居民也可獲得繼承權的議案討論時仍然被多次引用。
因應1988年香港區議會選舉，港府大規模調任各區政務專員，熟悉中國語言及文化的謝因而獲安排借調至英國駐華大使館擔任一等秘書，參與香港主權移交的商討與籌備工作。港府逐安排溫頌安於1988年3月27日接替謝出任專員，屯門有近數十團體設宴歡送謝。

### 重返布政司署
謝肅方卸任專員後最終並未有前往英國駐華大使館履新，更在1988年4月中旬返回港府布政司署出任首席助理行政司，負責電影及賭博等娛樂事務的政策法規。他在1988年11月正式推行香港電影分級制度，把所有電影依據觀眾年齡限制劃分為三個級別。在面對公眾質疑高限制級別會成為片商的賣點，謝認為觀眾終會對過份色情的作品產生厭倦。及後，他亦進一步將分級制度由電影院擴展至影碟出租店，並將全數影碟電影納入分級制度之內，同時並加強對出租店的執法。另外，謝於1989年8月底將賭博事務從行政司轉交至政務總署管理後，於同年9月因港府架構重組而出任首席助理文康廣播司，繼續管理影視政策。

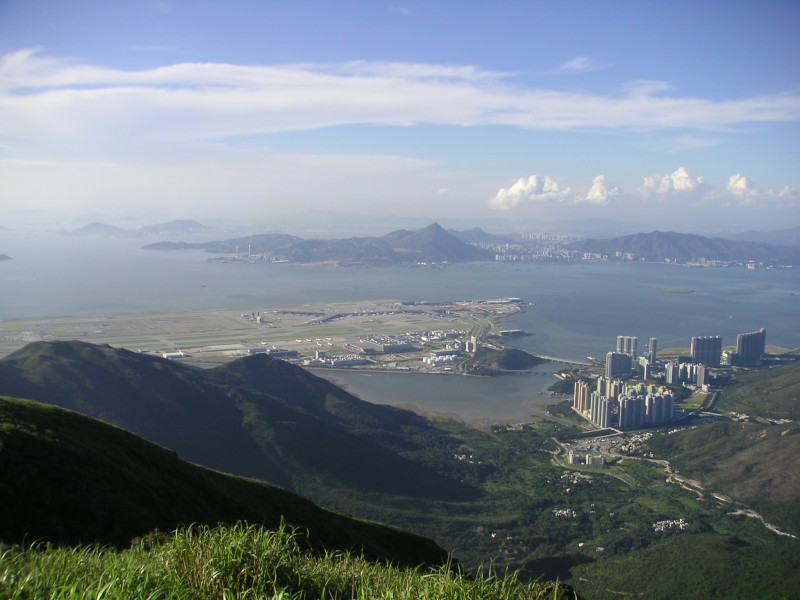
謝肅方在布政司署庫務科任職時曾處理新香港國際機場的財務策劃

在1990年3月，謝獲調至布政司署財政科出任助理財政司，統籌港府財政收入的工作。不久後，他就在1991年8月升任首席助理財政司。由於香港機場核心計劃令港府在香港主權移交前花費大量資金，中國對此強烈不滿，謝因擔任財務策劃負責官員而被指派加入中英聯合聯絡小組，在小組的機場委員會中擔任英方的代表。雖然英中雙方的爭論十分激烈，談判往來的紙張重量甚至高達半噸，但英中雙方在1991年9月完成談判並就工程簽署諒解備忘錄。及後在同年11月有消息指新機場成本將增加四成時，謝與工務司詹伯樂澄清增輻純屬謠言，並介紹包括允許外籍勞工參與施工等多項控制成本措施，以消除市民及中國的疑慮。另外，文錦渡通道因治理深圳河工程拆除部分設施而需要重新擴建，計劃引起香港立法局激烈討論，謝在財政司彭勵治的建議下以參觀深圳水庫為由在中英邊界與中國官員會面，最終得以落實計劃。謝的職位在港府於1992年11月再一次架構重組下改稱副庫務司，而他亦於1993年1月升任首長級乙級政務官，並在同年4月21日再次獲授官守太平紳士。

### 知識產權署署長
謝肅方在1994年10月31日接替轉職香港司法部政務長的戴婉瑩出任知識產權署署長，離開政務主任職系並升任首長級薪級第五級官員。他在1994年上任時，知識產權署的工作僅剛剛確立，而美國及歐盟等代表經常批評香港商人侵犯外資商标，而盗版軟件更是十分猖獗。因此，他在積極與香港海關研究打擊盗版的工作應如何有效實行。謝在擔任署長時亦成為中國恢復對香港行使主權後首名以中国代表团成员出席國際會議的香港官員，他在1997年9月下旬參與在瑞士日内瓦召开的世界知识产权组织大會。儘管曾被誤認是维吾尔族，謝能以流利的母語英語發言使中國中央政府的官員往後的會議場合都會刻意為謝預留一定的發言時間。在國際合作上，香港在謝任內更曾於2000年代初多次主辦亚太经济合作组织的知識產權研討會，和組織多國商討共同發展相關法例及交流行政經驗。在2005年時，美国国务院已在報告說明香港在打擊盜版上不遺餘力，效果顯著。
雖然香港一直有參與世界知识产权组织，但當時香港一直並未有獨立的知識產權註冊局，因此在香港回歸後的本地註冊須透過知識產權署再轉交中國國家知識產權局作登記，效率欠佳。針對註冊效率低的問題，謝向國家知識產權局磋商，成功爭取優先處理香港提出的申請，往後更有越來越多中国内地公司到香港申請商標註冊。除此之外，他亦銳意加強與澳門的合作，包括商討共用知識產權系統、互相優先考慮登記等事宜，最終更確立兩地的恆常會議機制，以及設立了共同的查詢資料庫。為了更有效打擊盗版，謝在2001年更修例令侵權產品的使用者均須負上刑事責任，而劇場及電影院等娛樂場所亦立法禁止錄影。在2003年4月，謝透過系統電子化來進一步簡化商標註冊、發牌及轉讓的程序，因而大幅減低註冊費用，亦按照國際標準開始接納聲音和氣味等產權的註冊申請。
香港在謝上任前已一直存有由黑社會操控的嚴重盗版問題，而對等網路上的免費侵權資源更在1990年代末期更越見豐富，謝因此與海關開展一連串宣傳運動，並加強執法。謝在1998年推出「正版正貨承諾」以鼓勵零售界的自律氣氣。同時，他亦將擴展宣傳的模式以普及知識產權概念，形式甚至包括學校課堂、童軍活動及電視節目等。謝的宣傳計劃更籍工商界延伸至中国内地，「正版正貨」運動在2004年將擴展至广东省等地，而商界的版權研討活動更一直持續在广东不同省市進行。針對2008年北京夏季奧運會，由於香港為馬術比賽的協辦城市，謝安排多個講座及簡介會以說明奧運知識產權事宜，防止隱性的違規市場營銷行為。
香港市民因知識產權署的工作而加深對知識產權的認知，由1990年代末只有一半市民熟悉相關知識，至2000年代末達到超過九成市民明暸事宜，謝一直對明顯的增幅感到滿意。儘管部門工作表現優異，但謝在2009年11月亦曾被質疑濫用公帑為員工在雙魚河的香港賽馬會會所舉行退修活動。渡過超過16年任期後，謝在2011年4月11日卸任知識產權署署長，並由副署長張錦輝接任。表現卓越的他更在2011年7月1日在香港2011年度授勳及嘉獎名單上取得銀紫荊星章，並獲香港理工大學及暨南大学邀請成為客座教授。

## 個人生活

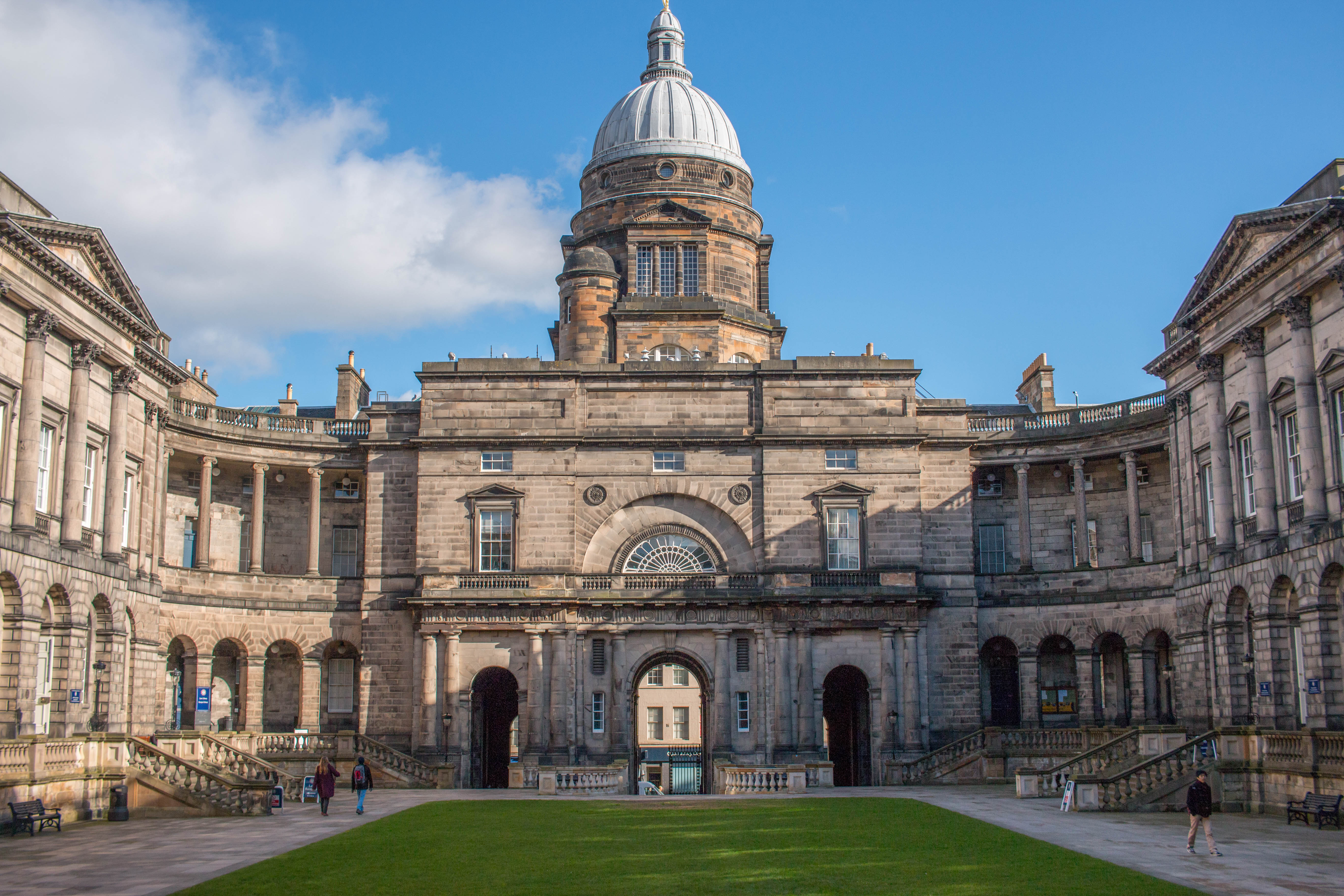
謝肅方與妻子陸寶開均為爱丁堡大学的校友

謝肅方在學時已精通广州话及標準漢語，亦能與人以客家话、闽南语及潮州话溝通。因此，他的漢名是他自己選擇的，謝為姓氏沙比（Selby）以廣州話轉換的首個音節，而肅方則是名字史提芬的雅譯。作為精通華人社會的官員，熱心助人的謝甚至曾代管富商賀拉斯·珀西·史密斯的遺產多年，為他尋找昔日的華人工人並將遺產轉交給他。
謝與南北獅王陸智夫的女兒陸寶開結婚，夫婦二人均為爱丁堡大学的校友，在婚後育有兩子一女，幼子名為謝凌熙。陸寶開是現代像片、版畫及平面设计作品的收藏家，同時亦活躍於香港收藏家協會事務，而謝也有收藏古書籍、兵器及弹弓等傳統中國古董。
另外，騎射和考古是謝的興趣。他致力投入訓練香港青年騎射選手，而自己每年亦會參加青海國際民族傳統射箭精英賽，更曾與幼子組成父子搭擋奪獎。不過，謝因其官員身份而曾在中國內地被拒參與騎射活動，當地官員因害怕謝受傷而阻止他騎馬。他長期擔任香港武術聯會的管理層職務，更曾在2019年在擔任香港武術代表隊的團長，帶領港隊參加中華人民共和國第二屆青年運動會。

## 榮譽

### 勳銜
- 官守太平紳士（J.P.）（1985年10月14日－1988年4月18日；1993年4月21日－2011年4月11日）[18][81][69]
- 銀紫荊星章（S.B.S.）（2011年7月1日；香港2011年度授勳及嘉獎名單）[70]

### 頭銜
- 謝肅方，JP（Stephen Selby, JP，1985年10月14日－1988年4月18日；1993年4月21日－2011年4月11日）[18][81][69]
- 謝肅方，SBS（Stephen Selby, SBS，2011年7月1日－）[70]

## 外部連結
- 謝肅方的個人官方領英頁面

| 政府职务        | 政府职务                                     | 政府职务        |
| --------------- | -------------------------------------------- | --------------- |
| 前任者： 戴婉瑩 | 知識產權署署長 1994年10月31日－2011年4月11日 | 繼任者： 張錦輝 |
| 前任者： 馮載祥 | 屯門政務專員 1985年10月14日－1988年3月27日   | 繼任者： 溫頌安 |